# Ослиная шкура
«Ослиная шкура» или «Ослиная кожа» (фр. Peau d'Âne) — сказка Шарля Перро, впервые опубликованная в 1694 году в двух вариантах — в стихах и прозе. Сказка вошла в сборник «Сказки матушки Гусыни» и неоднократно экранизировалась.

## Содержание
На смертном одре королева завещала мужу жениться на той, кто окажется красивее её. После безуспешных поисков новой избранницы король понимает, что красивее его супруги — их дочь. Принцесса в ужасе от поступившего предложения и по совету своей крёстной феи Сирени ставит королю условия: сшить три разноцветных платья (цвета неба, цвета луны и цвета солнца) и предоставить шкуру любимого королевского осла, вместо навоза извергавшего золото. Надев шкуру, принцесса из страха перед инцестом бежит из дворца. За нею следует волшебный ларец с тремя платьями.
Принцесса нанялась работницей по хозяйству в один дом, где за свой неухоженный вид получила прозвище Ослиная шкура. Однажды в замочную скважину принц увидел красоту девушки и влюбился. Он повелел Ослиной шкуре испечь для него пирог, а также всем девушкам королевства примерять кольцо - кому оно придётся впору, на той он и женится. Облачившись в красивое платье, Ослиная шкура надела кольцо и стала женой принца.

## Сюжет
Сюжет произведения был давно известен по всей Европе и насчитывал множество вариантов. Особенно много упоминаний во французской литературе из-за особой популярности сказки во Франции. Возможно, в образе главной героини отражена царица карнавала, весны и Нового года. С карнавальными фестивалями связывались брачные обряды, и в сказке принц узнаёт любимую по кольцу.

## Экранизации
- 1970 — Ослиная шкура[англ.] (фр. Peau d'Âne)  Франция;
- 1982 — Ослиная шкура,  СССР;
- 2012 — Ослиная шкура (нем. Allerleirauh), Германия